# Polígala rupestre
La polígala rupestre (Polygala rupestris) és una espècie de planta del gènere polígala. La seva distribució és a la conca del Mediterrani oest. És autòctona a tots els Països Catalans.

## Descripció
Planta sufruticosa (petita mata) reptant d'1 a 50 cm d'alt. Les seves flors són de color rosa (per error sovint es diu que són de color blanc verdós) fulles revolutes (semblants a les del romaní però més xiques). Floreix de març a novembre.

## Hàbitat
Llocs rocosos i pedregosos, secs i assolellats, des del nivell del mar als 1.300 metres d'altitud.

## Usos
En medicina popular amb les virtuts atribuïdes a altres polígales.